# Johann Koplenig
Johann Koplenig (15 de maio de 1891, Jadersdorf im Gitschtal - 13 de dezembro de 1968, Viena) foi um político do Partido Comunista da Áustria / KPÖ.
Ele aderiu aos Comunistas no ano de 1920. Ele foi deputado (KPÖ) no Nationalrat de 1945 até 1959. Johann Koplenig foi o líder do Partido Comunista da Áustria até 1965.